# FreakyLinks
FreakyLinks è una serie televisiva statunitense. È andato in onda sulla Fox dall'ottobre 2000 al giugno 2001, per un totale di 13 episodi. La serie è stata cancellata dopo una sola stagione. La serie si ispirava a X-Files.

## Trama
Derek Barnes gestisce, assistito dagli amici Chloe e Jason, un sito internet chiamato "FreakyLinks.com" che si occupa di investigare su fenomeni paranormali e leggende metropolitane.